# Lathrolestes kulingensis
Lathrolestes kulingensis är en stekelart som först beskrevs av Tohru Uchida 1940.  Lathrolestes kulingensis ingår i släktet Lathrolestes och familjen brokparasitsteklar. Inga underarter finns listade i Catalogue of Life.